# Kisei 2018
Il Kisei 2018 è stata la 42ª edizione del torneo goistico giapponese Kisei. 

## Fase preliminare
- W indica vittoria col bianco
- B indica vittoria col nero
- X indica la sconfitta
- +R indica che la partita si è conclusa per abbandono
- +N indica lo scarto dei punti a fine partita

### Lega C
La Lega C comprendeva 32 giocatori che si sono affrontati in cinque turni di gioco. Il vincitore è stato Katsuya Motoki che si è qualificato per gli ottavi di finale del torneo degli sfidanti ed è stato promosso alla Lega B dell'edizione successiva. Anche Kazushi Tsuruta, Atsushi Ishida, Yoshihiro Koike, Toshiya Imamura e Atsushi Tsuruyama hanno ottenuto la promozione alla Lega B.

### Lega B-1
| Giocatore        | S.A.  | K.Y.  | K.I. | A.I.  | J.A.  | Ta.S. | To.S. | Y.I.  | Risultato | Note                                                |
| ---------------- | ----- | ----- | ---- | ----- | ----- | ----- | ----- | ----- | --------- | --------------------------------------------------- |
| Shuzo Awaji      | –     | W+R   | X    | X     | X     | X     | X     | W+0,5 | 2-5       | Retrocesso alla Lega C del Kisei 2019               |
| Kimio Yamada     | X     | –     | W+R  | X     | X     | B+2,5 | W+3,5 | X     | 3-4       | Qualificato alla Lega B del Kisei 2019              |
| Ko Iso           | W+R   | X     | –    | W+0,5 | X     | X     | B+R   | W+R   | 4-3       | Promosso alla Lega A del Kisei 2019                 |
| Atsushi Ida      | B+R   | W+2,5 | X    | –     | X     | X     | X     | B+R   | 3-4       | Retrocesso alla Lega C del Kisei 2019               |
| Jiro Akiyama     | W+1,5 | B+1,5 | W+R  | B+R   | –     | X     | X     | X     | 4-3       | Qualificato alla Lega B del Kisei 2019              |
| Tatsuya Shida    | B+0,5 | X     | B+R  | W+R   | B+R   | –     | W+R   | B+2,5 | 6-1       | Qualificato al playoff per il torneo degli sfidanti |
| Toramaru Shibano | W+R   | X     | X    | B+R   | W+R   | X     | –     | W+R   | 4-3       | Qualificato alla Lega B del Kisei 2019              |
| Yoshiaki Imamura | X     | W+R   | X    | X     | B+1,5 | X     | X     | –     | 2-5       | Retrocesso alla Lega C del Kisei 2019               |

### Lega B-2
| Giocatore        |       |       |       |     |        |     |       |       | Risultato | Note                                                |
| ---------------- | ----- | ----- | ----- | --- | ------ | --- | ----- | ----- | --------- | --------------------------------------------------- |
| Satoru Kobayashi | –     | X     | X     | X   | B+R    | W+R | B+3,5 | W+R   | 4-3       | Promosso alla Lega A del Kisei 2019                 |
| Cho Riyu         | B+R   | –     | X     | X   | X      | B+R | W+R   | X     | 3-4       | Qualificato alla Lega B del Kisei 2019              |
| O Meien          | W+5,5 | B+1,5 | –     | W+R | B+R    | X   | X     | X     | 4-3       | Qualificato alla Lega B del Kisei 2019              |
| Yu Zhengqi       | B+9,5 | W+R   | X     | –   | W+R    | B+R | W+R   | X     | 5-2       | Qualificato al playoff per il torneo degli sfidanti |
| Kim Sujun        | X     | B+3,5 | X     | X   | –      | X   | X     | W+2,5 | 2-5       | Retrocesso alla Lega C del Kisei 2019               |
| Ri Ishu          | X     | X     | W+R   | X   | B+6,5  | –   | X     | B+R   | 3-4       | Retrocesso alla Lega C del Kisei 2019               |
| Han Zenki        | X     | X     | W+R   | X   | W+12,5 | B+R | –     | X     | 3-4       | Retrocesso alla Lega C del Kisei 2019               |
| Rin Kanketsu     | X     | W+0,5 | B+4,5 | W+R | X      | X   | B+R   | –     | 4-3       | Qualificato alla Lega B del Kisei 2019              |

### Lega A
| Giocatore         | N.Y.  | S.T. | R.S. | H.Y.  | S.Y.  | C.C. | N.H.  | K.K.  | Risultato | Note                                                      |
| ----------------- | ----- | ---- | ---- | ----- | ----- | ---- | ----- | ----- | --------- | --------------------------------------------------------- |
| Norimoto Yoda     | –     | X    | X    | W+R   | B+2,5 | X    | B+1,5 | W+2,5 | 4-3       | Qualificato alla Lega A del Kisei 2019                    |
| Shinji Takao      | B+0,5 | –    | W+R  | B+R   | W+R   | B+R  | W+2,5 | X     | 6-1       | Qualificato ai quarti di finale del torneo degli sfidanti |
| Ryu Shikun        | W+2,5 | X    | –    | W+R   | B+1,5 | X    | B+R   | X     | 4-3       | Qualificato alla Lega A del Kisei 2019                    |
| Hiroshi Yamashiro | X     | X    | X    | –     | W+R   | X    | X     | X     | 1-6       | Retrocesso alla Lega B del Kisei 2019                     |
| Satoshi Yuki      | X     | X    | X    | X     | –     | X    | X     | X     | 0-7       | Retrocesso alla Lega B del Kisei 2019                     |
| Cho Chikun        | B+R   | X    | B+R  | W+R   | B+R   | –    | W+R   | X     | 5-2       | Retrocesso alla Lega B del Kisei 2019                     |
| Naoki Hane        | X     | X    | X    | B+2,5 | W+0,5 | X    | –     | X     | 2-5       | Retrocesso alla Lega B del Kisei 2019                     |
| Kyo Kagen         | X     | W+R  | B+R  | W+R   | B+R   | W+R  | B+R   | –     | 6-1       | Promosso alla Lega S del Kisei 2019                       |

### Lega S
| Giocatore        | R.K. | K.Y.  | D.M.  | R.I. | C.U. | S.Y. | Risultato | Note                                                  |
| ---------------- | ---- | ----- | ----- | ---- | ---- | ---- | --------- | ----------------------------------------------------- |
| Rin Kono         | –    | X     | W+R   | X    | X    | B+R  | 2-3       | Qualificato alla Lega S del Kisei 2019                |
| Keigo Yamashita  | W+R  | –     | B+2,5 | X    | X    | W+R  | 3-2       | Qualificato alla semifinale del torneo degli sfidanti |
| Daisuke Murakawa | X    | X     | –     | X    | W+R  | B+R  | 2-3       | Retrocesso alla Lega A del Kisei 2019                 |
| Ryo Ichiriki     | W+R  | B+R   | W+R   | –    | B+R  | W+R  | 5-0       | Qualificato alla finale del torneo degli sfidanti     |
| Cho U            | B+R  | W+0,5 | X     | X    | –    | B+R  | 3-2       | Qualificato alla Lega S del Kisei 2019                |
| So Yokoku        | X    | X     | X     | X    | X    | –    | 0-5       | Retrocesso alla Lega A del Kisei 2019                 |

## Fase finale

### Playoff Lega B1 e B2
I due vincitori dei gruppi B1 e B2 si sono sfidati il 14 settembre 2017. 

### Torneo degli sfidanti
- Katsuya Motoki ha ottenuto la qualificazione agli ottavi di finale in quanto vincitore della Lega C
- Yu Zhengqi ha ottenuto la qualificazione agli ottavi di finale in quanto vincitore dello spareggio tra i primi classificati della Lega B1 e B2 contro Tatsuya Shida.
- Shinji Takao ha ottenuto la qualificazione diretta ai quarti di finale in quanto vincitore della Lega A
- Keigo Yamashita ha ottenuto la qualificazione diretta alle semifinali in quanto secondo classificato della Lega S
- Ryo Ichiriki ha ottenuto la qualificazione diretta alla finale in quanto vincitore della Lega S

|  | Primo turno    | Primo turno    | Primo turno |  |  | Secondo turno  | Secondo turno   | Secondo turno   |   |                | Semifinali      | Semifinali      | Semifinali |  |  | Finale | Finale | Finale |
|  |                |                |             |  |  |                |                 |                 |   |                |                 |                 |            |  |  |        |        |        |
|  | Katsuya Motoki | Katsuya Motoki | 1           |  |  |                |                 |                 |   |                |                 |                 |            |  |  |        |        |        |
|  | Yu Zhengqi     | Yu Zhengqi     | 0           |  |  | Katsuya Motoki | Katsuya Motoki  | 1               |   |                |                 |                 |            |  |  |        |        |        |
|  |                |                |             |  |  | Shinji Takao   | Shinji Takao    | 0               |   |                |                 |                 |            |  |  |        |        |        |
|  |                |                |             |  |  |                |                 |                 |   | Katsuya Motoki | Katsuya Motoki  | 0               |            |  |  |        |        |        |
|  |                |                |             |  |  |                | Keigo Yamashita | Keigo Yamashita | 1 |                |                 |                 |            |  |  |        |        |        |
|  |                |                |             |  |  |                |                 |                 |   |                |                 |                 |            |  |  |        |        |        |
|  |                |                |             |  |  |                |                 |                 |   |                |                 |                 |            |  |  |        |        |        |
|  |                |                |             |  |  |                |                 |                 |   |                | Keigo Yamashita | Keigo Yamashita | 0          |  |  |        |        |        |
|  |                |                |             |  |  |                | Ryo Ichiriki    | Ryo Ichiriki    | 1 |                |                 |                 |            |  |  |        |        |        |
|  |                |                |             |  |  |                |                 |                 |   |                |                 |                 |            |  |  |        |        |        |
|  |                |                |             |  |  |                |                 |                 |   |                |                 |                 |            |  |  |        |        |        |
|  |                |                |             |  |  |                |                 |                 |   |                |                 |                 |            |  |  |        |        |        |
|  |                |                |             |  |  |                |                 |                 |   |                |                 |                 |            |  |  |        |        |        |
|  |                |                |             |  |  |                |                 |                 |   |                |                 |                 |            |  |  |        |        |        |
|  |                |                |             |  |  |                |                 |                 |   |                |                 |                 |            |  |  |        |        |        |
|  |                |                |             |  |  |                |                 |                 |   |                |                 |                 |            |  |  |        |        |        |

## Finale
La finale è stata una sfida al meglio delle sette partite, iniziata il 18 gennaio 2018 e conclusasi il 16 febbraio. Le ultime tre partite non sono state disputate poiché Yūta Iyama ha ottenuto la quarta vittoria alla quarta partita. 